# Corso Italia (Gênes)
Le corso Italia est l'une des principales artères de Gênes. Il suit un parcours d'environ 2,2 km, surplombant la mer et suivant le littoral, dans le quartier résidentiel d'Albaro ; il est considéré comme la promenade par excellence de la ville. La route va du quartier de Foce au village balnéaire de Boccadasse.
Construit dans les premières décennies du XXe siècle il est immédiatement devenu l'un des principaux points de rendez-vous de la promenade dominicale des Génois.

## Histoire

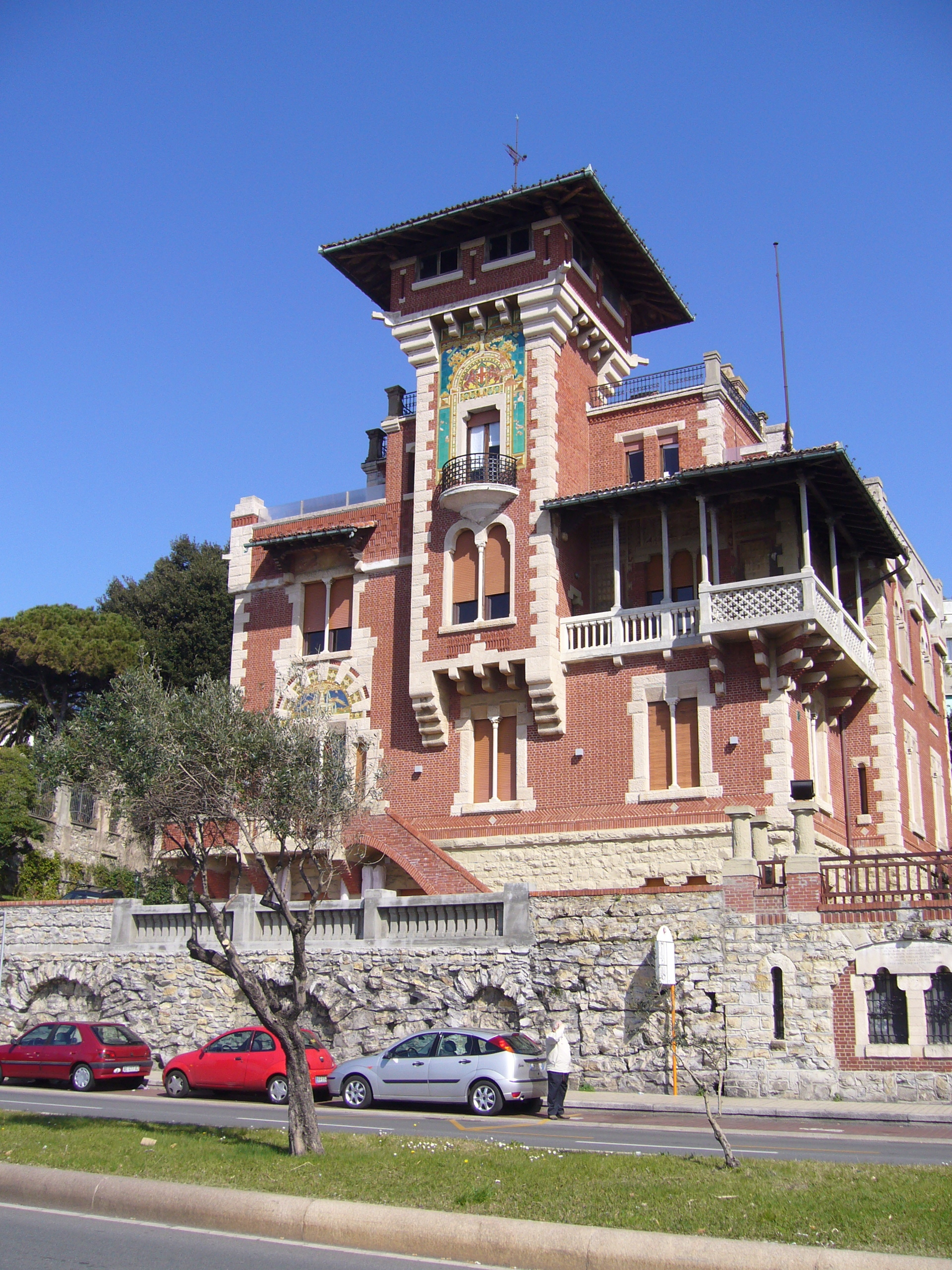
Un bâtiment élégant sur le corso Italia.

La Foce et Albaro étaient des municipalités autonomes jusqu'en 1873, mais après leur annexion à Gênes (avec les autres municipalités de l'est immédiat : Marassi, San Martino et Staglieno), elles ont commencé de profonds travaux urbains qui, en quelques décennies, ont changé leur apparence. La route du front de mer a été construite entre 1909 et 1915 sur la base d'un projet de l'ingénieur Dario Carbone, dans le cadre du « Plan régulateur et d'expansion de la région d'Albaro » approuvé en 1906.
La nouvelle artère a été ouverte là où se trouvaient les falaises escarpées qui terminaient la colline d'Albaro, entraînant une profonde transformation de l'environnement côtier, qui impliquait l'excavation des mêmes falaises et la disparition des petites églises maritimes, les seuls bâtiments qui se dressaient le long le bord de mer, comme pour ponctuer la petite baie d'où s'ouvre le quartier levantin de la ville,. Témoin de ce passé aujourd'hui disparu, seule l'abbaye  San Giuliano subsiste aujourd'hui.
La route a été créée, dans le cadre du plan d'expansion de la ville résidentielle vers l'est, pour doter Gênes d'une promenade maritime moderne, mais aussi en fonction de l'accès aux installations balnéaires. Les plages de la région, comme celle de San Nazaro et celle en contrebas de l'abbaye  San Giuliano, étaient en effet déjà fréquentées par les baigneurs avant la construction du parcours mais elles ne pouvaient être atteintes que par un étroit sentier qui descendait jusqu'à la mer, parmi des vues pittoresques, du haut de la colline d'Albaro, où passait la route de Gênes vers l'Est.
Le projet initial prévoyait l'extension du front de mer jusqu'à l'embouchure du ruisseau Sturla, passant à proximité des maisons de Boccadasse et Vernazzola, mais la ferme opposition de la population a empêché cette hypothèse, donc la route continue avec un virage serré vers la montagne, sous le nom de via Felice Cavallotti, contournant les deux villages balnéaires historiques en amont.
En 1935, le Corso Italia subit un premier « restylage » avec l'aménagement d'élégants parterres de fleurs, de palmiers et de petites fontaines pour les passants. Dans les années 1950, des fontaines à éclairage scénique coloré ont été installées dans le parterre central, mais les difficultés liées à l'entretien de ces pièces d'eau ont conduit à leur abandon en quelques années.
Le Corso a subi une restauration complète à la fin des années 1980, dans le cadre des travaux réalisés à l'occasion de la Coupe du Monde de football 1990 en Italie et de l'Exposition spécialisée de Gênes en 1992,.

## Description
Le Corso serpente sur environ deux kilomètres et demi avec un parcours sinueux, en suivant le littoral. Le fort San Giuliano et d'élégants bâtiments de style art déco donnent sur le côté amont, tandis que du côté mer, en plus de l'abbaye historique de San Giuliano, ne restent que des établissements balnéaires, dont le Nuovo Lido, dont la présence n'empêche cependant pas, si ce n'est pour de courts tronçons, la vue vers le large et le promontoire de Portofino en arrière-plan.

### Église des Saints-Pierre-et-Bernardo-alla-Foce

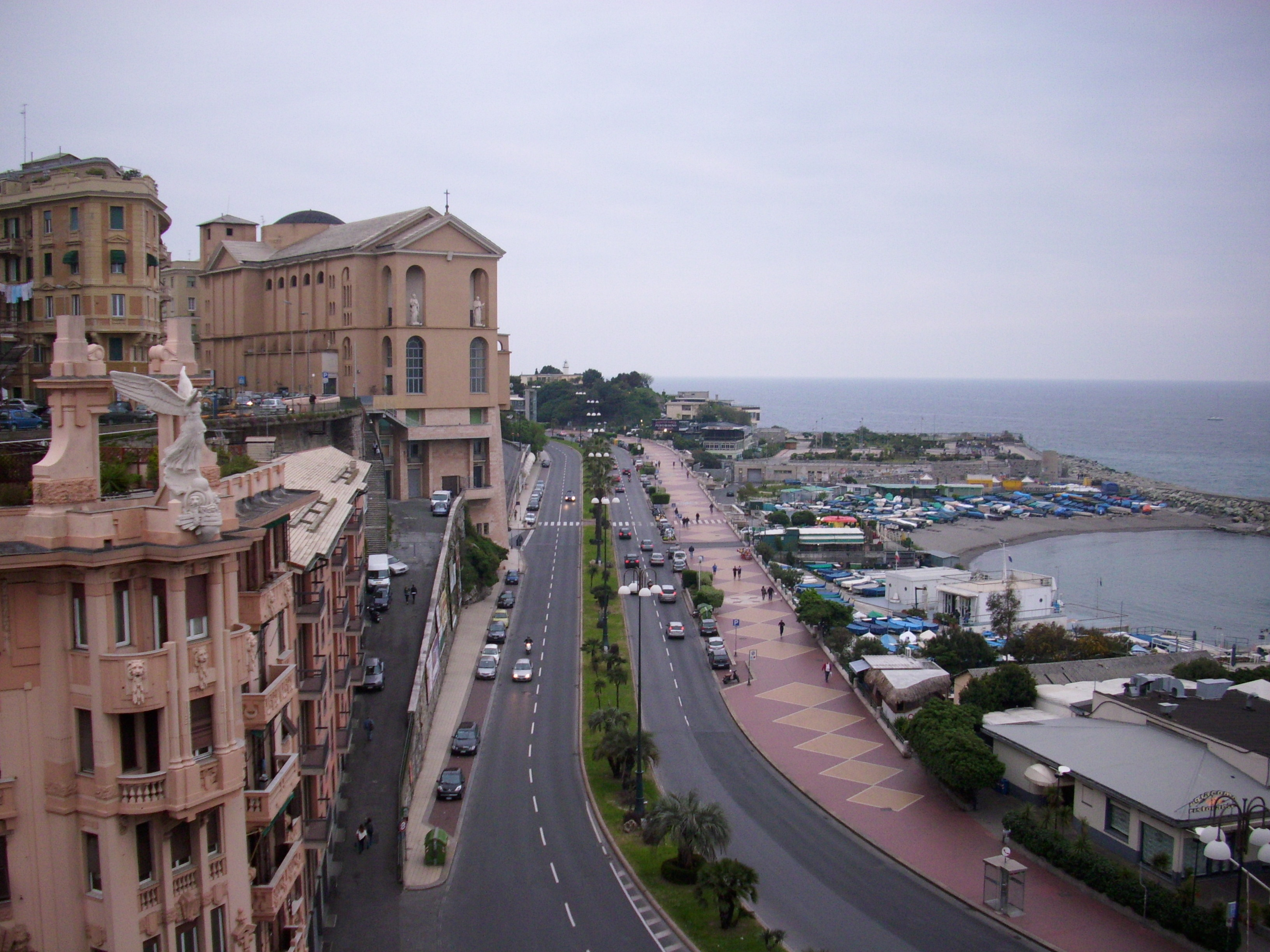
Le tronçon ouest du corso Italia et l'église de San Pietro.

La route commence dans le quartier de Foce ; ce premier tronçon est dominé en amont par l'église Santi Pietro e Bernardo alla Foce, entièrement reconstruite en 1952 après les destructions de la Seconde Guerre mondiale. L'église provient d'une église du XVIIe siècle dédiée à saint Bernard, à laquelle a été ajouté le titre d'une chapelle dédiée à saint Pierre, qui était située sur la plage, mais a été détruite par une tempête en 1821.

### Pointe Vagno
L'itinéraire continue en laissant à droite la falaise de Punta Vagno, où se trouvent les quelques vestiges de la batterie de Vagno, un poste d'artillerie du XIXe siècle défendant le port de Gênes, puis utilisé pendant la Seconde Guerre mondiale comme anti-aérien. Lorsque l'importance stratégique de la batterie échoua, en 1931 un petit phare fut installé au sommet de la falaise de Punta Vagno (le deuxième après la tour Lanterna), toujours en activité. Les locaux restants du complexe sont désormais donnés à l'Institut hydrographique de la marine comme résidence pour le personnel.
Au moment de l'ouverture de la route, le ministère de la Guerre s'est opposé à la démolition de la batterie, ce tronçon a donc été déplacé plus en amont, coupant la colline et isolant la Punta Vagno du reste de la colline. L'église des Saints Nazario et Celso, qui se dressait sur la falaise près de la batterie, a également été démolie ; détruite à plusieurs reprises par la violence des vagues, elle avait été reconstruite une dernière fois au XVIIe siècle.

### Fort San Giuliano
Juste au-delà de la plage de San Nazaro, le côté mer du fort San Giuliano fait face à gauche, aujourd'hui siège du commandement provincial des carabiniers.
Le fort, qui fermait la ligne défensive à l'est de la ville jusqu'à la mer, fut construit entre 1827 et 1836 à l'endroit où existait déjà depuis 1745 une batterie côtière, dite batterie Sopranis. En 1889, une nouvelle position d'artillerie est installée à l'intérieur du fort. Pour l'ouverture du Corso Italia, l'élévation sud a été considérablement modifiée, qui a subi de nouvelles mutilations en 1937 lorsque certaines positions anti-aériennes ont été placées du côté de la mer.
Pendant la Seconde Guerre mondiale, le fort a été utilisé par la Wehrmacht et la RSI comme prison pour les antifascistes et plusieurs partisans ont été abattus à l'intérieur, dont Giacomo Buranello. Après la guerre, il a été affecté aux carabiniers, mais est resté à l'abandon jusqu'en 1995, date à laquelle il est devenu le siège du commandement provincial des carabiniers. Seules quelques structures murales qui émergent du remblai sont visibles, dont un poste Tobrouk datant de la Seconde Guerre mondiale.

#### LaMarinetta
Sur les falaises à côté du fort se dressait autrefois le restaurant San Giuliano, connu sous le nom de Marinetta, également connu sous le nom d'osteria dei poeti, auquel sont liés divers noms de la culture génoise et italienne ; l'endroit a vu Guido Gozzano parmi ses visiteurs les plus fréquents. Le poète tira du lieu plusieurs poèmes ensuite publiés dans la Riviera Ligure par Mario Novaro et dans la Revue Latine.

### Abbaye San Giuliano

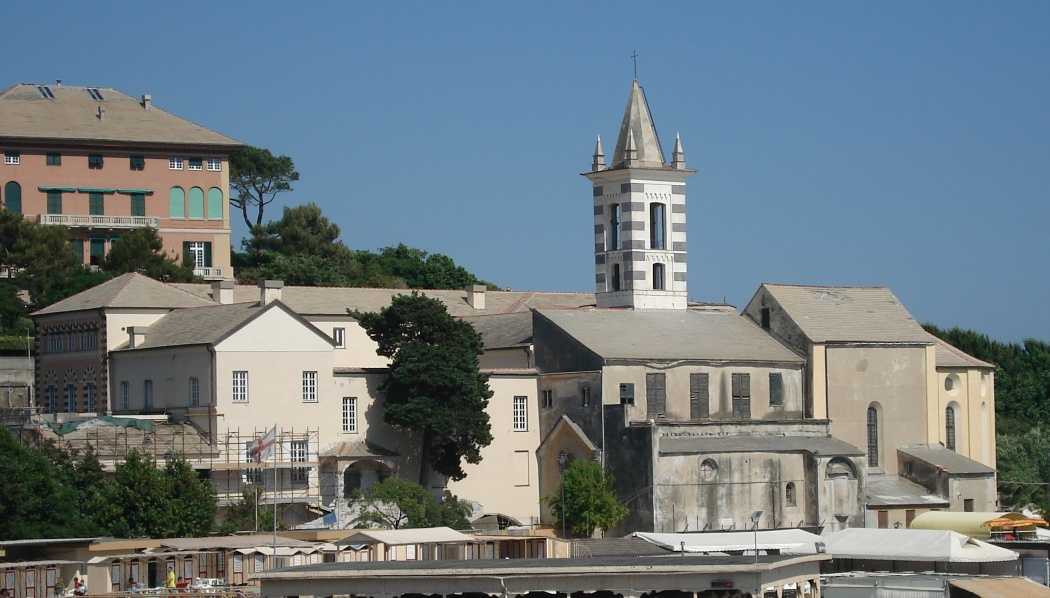
Abbaye San Giuliano.

En continuant vers l'est, au niveau du tronçon de plage avec les établissements balnéaires de San Giuliano, se trouve une ancienne abbaye médiévale, seule survivante des quelques petites églises appartenant à des ordres monastiques situées le long de la côte ou à proximité immédiate, démolies pour l'ouverture de Corso Italia ou l'agrandissement de la zone. La route passe en amont de l'abbaye, tandis qu'un sentier pédestre, appelé « Lungomare lombardo », fait le tour de l'édifice en bord de mer en longeant une partie de la plage, où se trouvent divers établissements balnéaires.
L'abbaye San Giuliano est mentionnée pour la première fois dans un acte de vente de 1282, mais ses origines sont bien plus anciennes. Appartenant aux franciscains, elle passa au XVe siècle aux bénédictins, qui y restèrent jusqu'à la suppression napoléonienne de 1797, puis y revinrent en 1842 ; en 1939 le couvent est définitivement supprimé. Après la guerre, il est devenu un abri pour les personnes déplacées puis est resté abandonné pendant des années. Il a subi des restaurations partielles en plusieurs étapes entre les années 1970 et le début des années 2000, mais au milieu des difficultés financières et bureaucratiques, un plan de restauration définitive du complexe n'a pas encore été lancé, qui reste pourtant dans un assez bon état de conservation,,.

### Lido d'Albaro

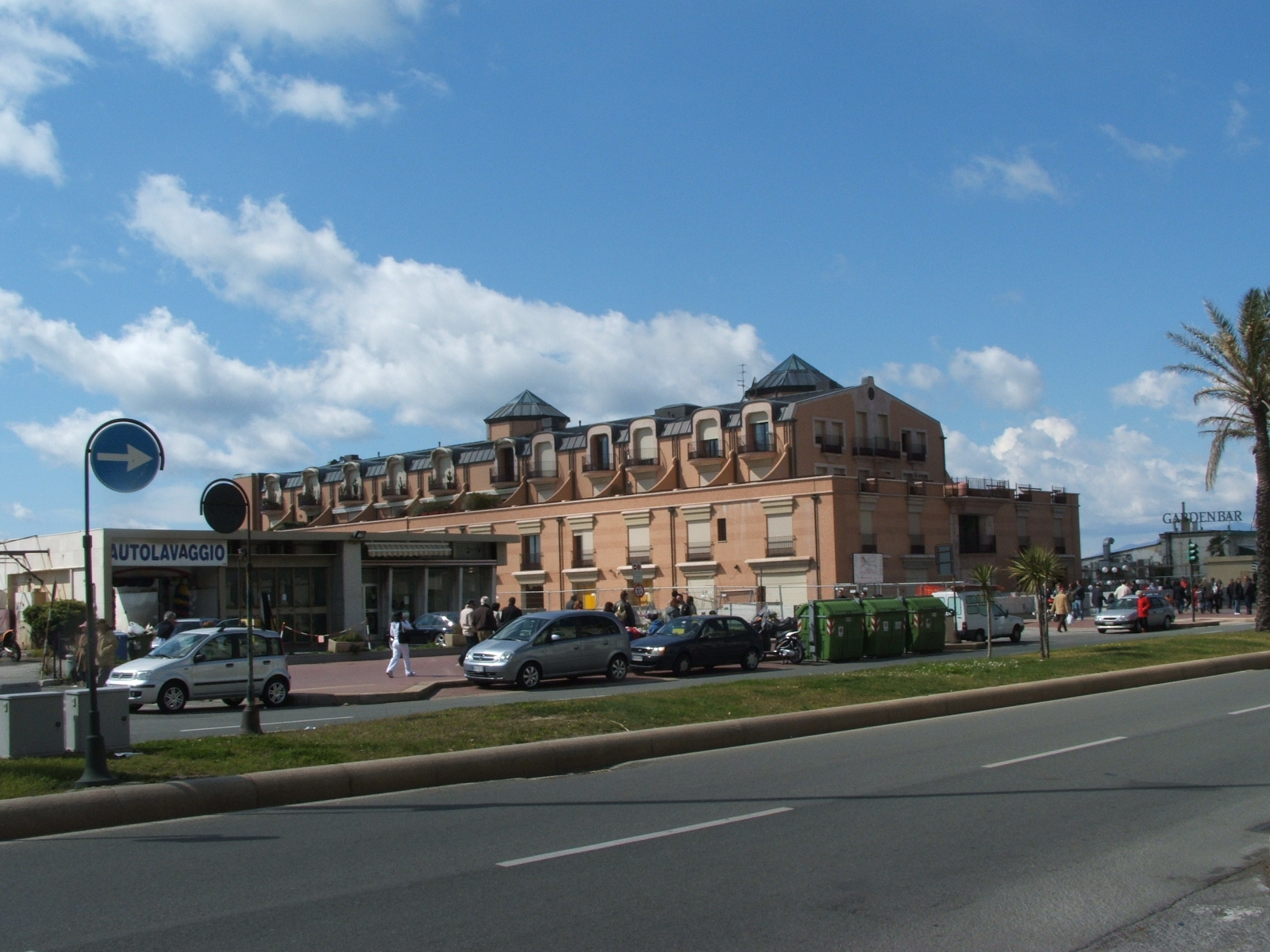
Le complexe balnéaire Lido d'Albaro.

Parmi les quelques bâtiments du côté mer de la route, le complexe balnéaire et récréatif appelé à l'origine Lido d'Albaro (plus tard Nuovo Lido). Construit en 1908, en même temps que le début des travaux de construction de la route, il a été réaménagé immédiatement après la guerre et dans les années 1950, il a acquis une renommée nationale en tant que passerelle pour les sélections du concours Miss Italie. Miss Lido était dans ces années-là deux futures stars de cinéma : Sophia Loren et Rosanna Schiaffino, tandis que dans les années 80, la victoire au titre était le début dans le monde du divertissement, à seulement 15 ans, pour la future chanteuse Sabrina Salerno. C'était aussi le lieu des représentations de l'acteur qui faisait la fierté du théâtre génois : Gilberto Govi.
Le complexe, selon le site Internet de la société qui le gère, est toujours le plus grand établissement balnéaire européen, capable d'accueillir dix mille personnes, avec mille cabines et trois piscines, dont une piscine olympique.

### Église Sant'Antonio à Boccadasse

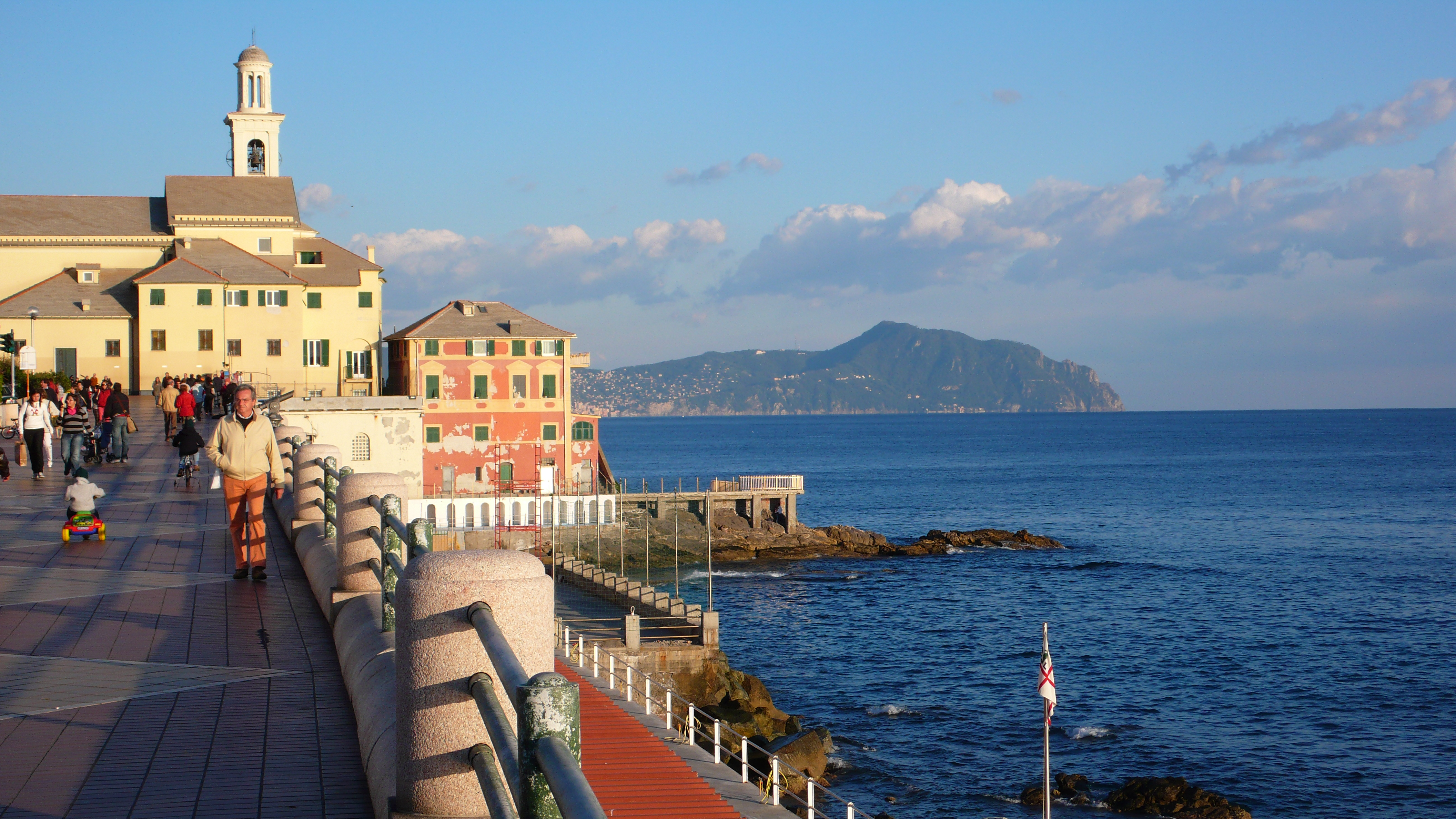
Le remblai du Corso Italia et l'église Sant'Antonio di Padova, en arrière-plan le promontoire de Portofino

Le Corso Italia se termine à l'église paroissiale du bourg de Boccadasse. À l'origine simple chapelle, construite au début du XVIIIe siècle par les habitants du village, en 1787 elle fut agrandie et transformée en une véritable église, une branche de San Francesco d'Albaro. L'église, confiée aux frères mineurs conventuels, devient paroisse en 1894. Unique à Gênes dédiée au saint de Padoue, elle a été restaurée et agrandie plusieurs fois entre 1879 et 1978. Elle a une nef unique, un sol en marbre polychrome et conserve diverses œuvres d'art à l'intérieur, dont un coffre processionnel. Aux murs, diverses maquettes de bateaux sont accrochées en guise d'ex-voto.